# Trégor

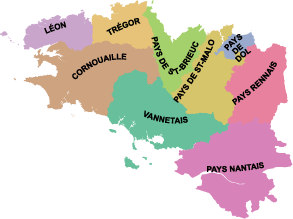
Historische Provinzen der Bretagne

Der Trégor (bretonisch Bro-Dreger) ist als ehemalige Verwaltungs- und religiöse Einheit eine der neun Provinzen der Bretagne. Er befindet sich als nordwestlicher Teil des heutigen Département Côtes-d’Armor im Nordwesten der Bretagne, sowie einem kleinen Teil des Département Finistère bis zum Fluss Morlaix. Die wesentlichen Orte des Trégor sind Lannion, Morlaix, Perros-Guirec, Guingamp und Tréguier als historischer Hauptstadt.

## Geschichte
Der Trégor war zu Beginn des 20. Jahrhunderts neben der Stadt Brest die einzige Gegend in der überwiegend konservativen Bretagne, wo die Sozialisten eine starke Wählerbasis entwickeln konnten.